# Ethan Pinnock
Ethan Rupert Pinnock (født 29. maj 1993) er en engelsk-jamaicansk professionel fodboldspiller, som spiller for Premier League-klubben Brentford og Jamaicas landshold.

## Klubkarriere

### Dulwich Hamlet
Efter at have spillet for en række klubber i London som ungdomsspiller, så begyndte Pinnock sin karriere hos den semiprofessionelle klub Dulwich Hamlet i den syvende bedste engelske række. Han havde oprindeligt spillet som fløjspiller, men efter at have vokset sig højere, så skiftede han til at spille i forsvaret, hvor han debuterede for førsteholdet i 2010.
Pinnock blev over de næste sæsoner etableret som en fast mand i klubben og som anfører. Han blev kåret som årets spiller i klubben to år i streg i 2015 og 2016.

### Forest Green Rovers
Pinnock skiftede i 2016 til Forest Green Rovers som på tidspunktet spillede i National League, den femtebedste række i England. Han spillede en enkelt sæson i klubben, hvor han var med til at rykke op i League One for første gang i klubbens historie.

### Barnsley
Pinnock skiftede i juni 2017 til Championship-klubben Barnsley. Han blev i 2018-19 sæsonen kåret som årets spiller i klubben.

### Brentford
Pinnock skiftede i juli 2019 til Brentford. Han spillede i 2020-21 sæsonen en vigtig rolle i, at Brentford rykkede op i Premier League for første gang i klubbens historie, og han blev ved sæsonens udgang kåret som del af årets hold i Championship.

## Landsholdskarriere
Pinnock debuterede for Jamaicas landshold den 25. marts 2021.

## Privat
Pinnock er født i London og er af jamaicansk afstemning gennem hans far.